# Il primo passo sulla luna
Il primo passo sulla luna è un singolo della cantante italiana Laura Pausini, pubblicato il 16 giugno 2023 come secondo estratto dal quattordicesimo album in studio Anime parallele.

## Descrizione
Il testo è stato scritto da Laura Pausini e Virginio, la musica da Virginio e Jason Rooney.
La canzone in lingua italiana è stata estratta come singolo in Italia il 16 giugno 2023 e in Portogallo, Brasile e Stati Uniti il 20 febbraio 2024.
La canzone è stata adattata e tradotta in lingua spagnola dalla cantante con il titolo El primer paso en la luna ed inserita nell'album Almas paralelas, ed estratta come terzo singolo in Spagna il 13 ottobre 2023 e quarto singolo in America Latina il 20 febbraio 2024.

Pausini ha raccontato il significato del brano in un comunicato stampa:

## Promozione
Il 16 giugno 2023 è stato pubblicato l'LP 12″ contenente Il primo passo sulla luna/All'amore nostro a tiratura limitata in 2 edizioni: con vinile di colorazione rosso e con vinile di colorazione trasparente disponibile solo sul sito della Warner Music Italy.
Laura Pausini ha eseguito il brano dal vivo per la prima volta il 30 giugno 2023, sotto una pioggia battente, durante il primo dei tre concerti in Piazza San Marco a Venezia, premiere del Laura Pausini World Tour 2023-2024.

## Accoglienza
Fabio Fiume di All Music Italia assegna al brano un punteggio di 7 su 10, scrivendo che «Laura aveva proprio bisogno di una buona canzone di rottura», definendolo «moderno ma non modaiolo» e «portatore di un bel groove elettronico». 

## Tracce
Download digitale
Testi di Laura Pausini e Virginio, musiche di Virginio e Jason Rooney.
1. Il primo passo sulla luna – 2:58

7" (rosso e trasparente)
- Lato A

1. Il primo passo sulla luna – 2:58 (testo: Laura Pausini e Virginio – musica: Virginio e Jason Rooney)

- Lato B

1. All'amore nostro (testo: Laura Pausini e Aiello – musica: Aiello)

CD singolo  Launatici - Official Fan Club Party 2023 (in vendita da fan club ufficiale Laura4U)
1. Il primo passo sulla luna – 2:58 (testo: Laura Pausini e Virginio – musica: Virginio e Jason Rooney)
2. Instrumental – 2:58 (testo: Laura Pausini e Virginio – musica: Virginio e Jason Rooney)

## Video musicale
Il visual video (in lingua italiana e in lingua spagnola) è stato prodotto da Marco Dacomo e Rachele Visocchi e reso disponibile in contemporanea con l'uscita del singolo sul canale YouTube della cantante.
Il videoclip (in lingua italiana e in lingua spagnola) è stato diretto da Maurizio Maggi, prodotto da Fabrizio Bicio Marchi, Rachele Visocchi e Diana Ripani, e reso disponibile il 20 febbraio 2024 sul canale YouTube della cantante.

## Altre pubblicazioni
Il primo passo sulla luna è stata inserita nella raccolta Radio Italia Summer Hits 2023, realizzata dall'emittente radiofonica Radio Italia; è una produzione Solomusicaitaliana, etichetta discografica guidata da Stefano Contestabile, ed è distribuita da Sony Music e pubblicata il 7 luglio 2023.